# Pfarrer Braun: Der siebte Tempel
Der siebte Tempel ist ein deutscher Fernsehfilm von Martin Gies aus dem Jahr 2003. Es handelt sich um den Pilotfilm der ARD-Kriminalfilmreihe Pfarrer Braun mit Ottfried Fischer in der Titelrolle.

## Handlung
Pfarrer Braun wird als Gefängnispfarrer nach Hamburg versetzt, nachdem er durch kriminalistische Ermittlungen in die Schlagzeilen geraten war. Als Seelsorger lernt er den inhaftierten Jugendlichen Armin Knopp kennen. Es gelingt Braun, die teilweise Unschuld des Jungen zu beweisen und seine vorzeitige Entlassung auf Bewährung zu erreichen, indem er die Verpflichtung zum Beichtgeheimnis gegenüber einem Inhaftierten etwas nassforsch umgeht. Aufgrund dieser neuerlichen Ermittlungen folgt die nächste Strafversetzung Brauns prompt, dieses Mal nach Nordersand, einer fiktiven Nordseeinsel. Braun, seine Haushälterin Margot Roßhauptner und Armin als Messdiener übernehmen eine kleine katholische Gemeinde. Brauns Vorgesetzter Bischof Hemmelrath will ihn dadurch vom Verbrechen der Großstadt fernhalten. Doch selbst in tiefster Provinz trifft Braun auf rätselhafte Vorkommnisse.
Als die reiche Witwe Gronewold, für deren verstorbenen Vater Braun gegen „tätige Nächstenliebe“ nicht ganz kirchenlegal eine lateinische Messe liest, unerwartet stirbt, kann Braun nachweisen, dass unter anderem ein Dr. Hermann Teusch das Erbe der Witwe erschleichen wollte.

## Hintergrund
Der Film wurde am Donnerstag, dem 17. April 2003, auf Das Erste und ORF2 erstmals ausgestrahlt.

## Drehorte

Der Dienstort an der Nordseeküste
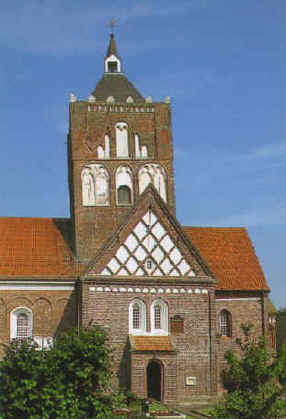
Dienstort „Insel Nordersand“: Pilsum und Greetsiel
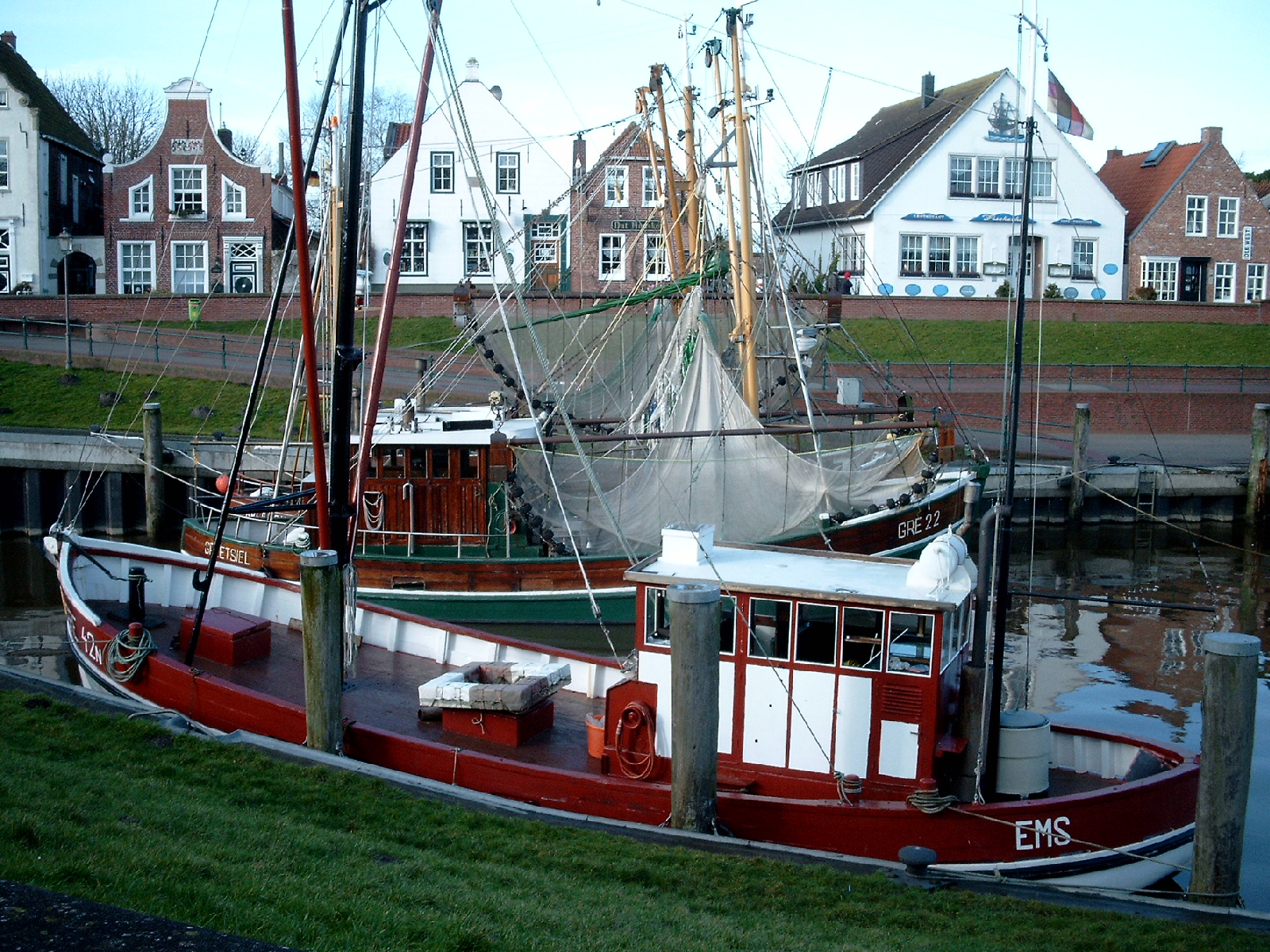
Der Hafen Greetsiels war auch Drehort für Szenen, die auf der Insel spielten
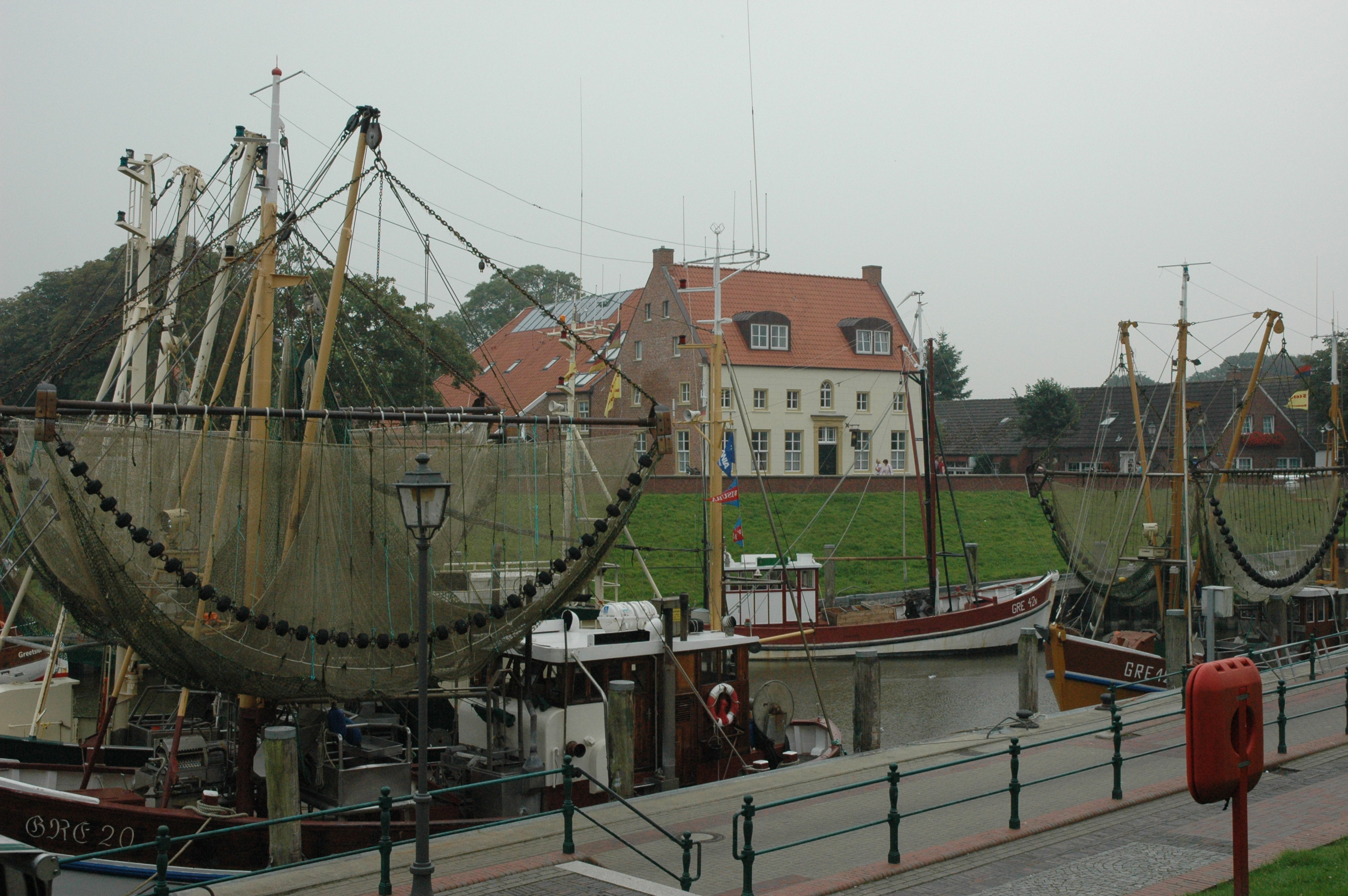
Greetsiel war ebenso Schauplatz im Tatort und bei Otto – Der Außerfriesische
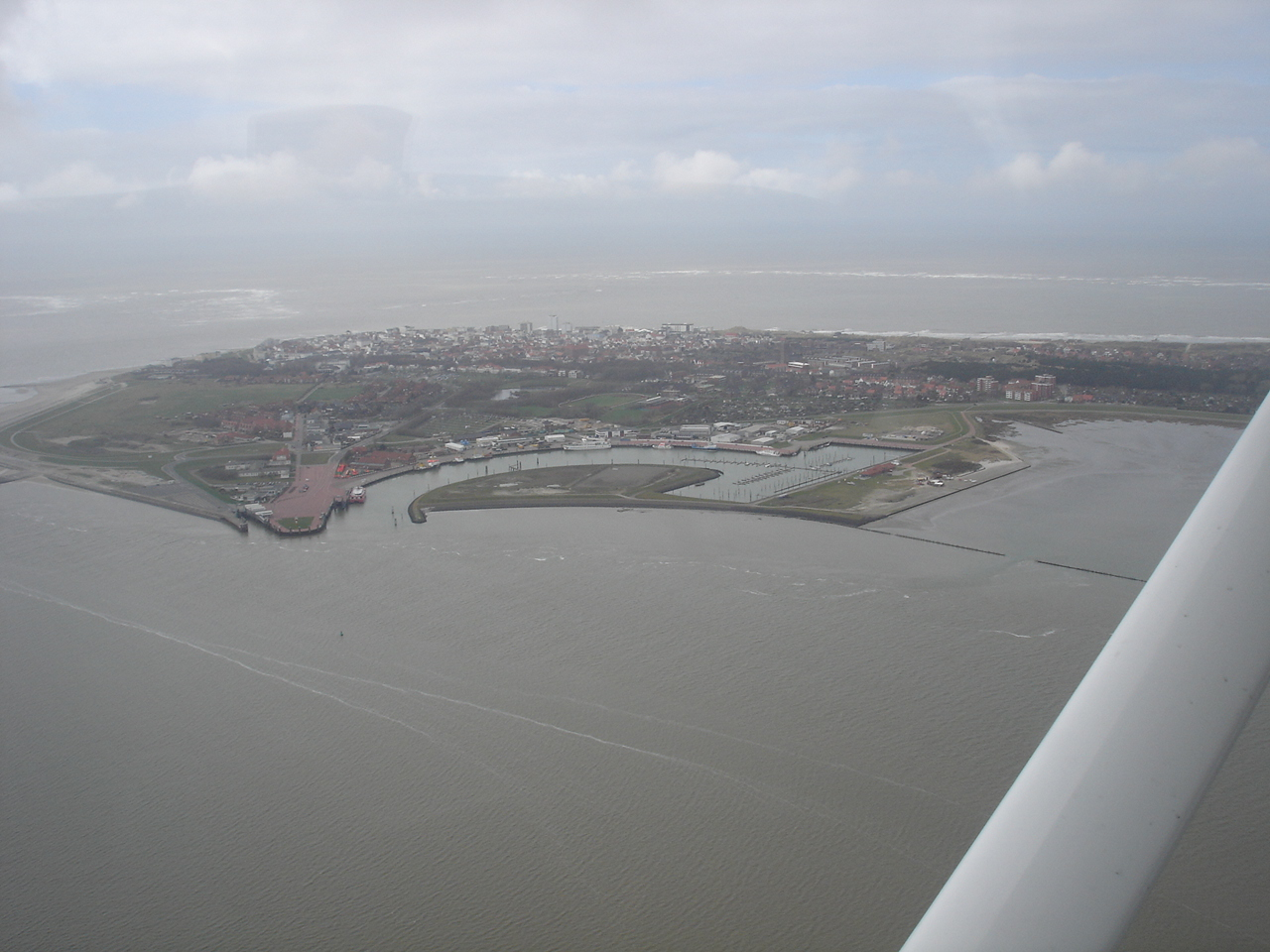
… auch auf der Insel Norderney wurde gedreht

## Kritik
Die Kritiker der Fernsehzeitschrift TV Spielfilm gaben dem Film eine mittlere Wertung; sie zeigten mit dem Daumen zur Seite. Sie konstatierten: „Modernisiert und trotzdem altbacken.“